# Амдисен, Йон
Йон Амдисен (дат. John Amdisen; 8 июля 1934, Орхус — 14 января 1997) — датский футболист, игравший на позиции защитника. Участник чемпионата Европы 1964 года в составе национальной сборной Дании.

## Клубная карьера
Во взрослом футболе дебютировал в 1953 году за команду «Орхус», цвета которой и защищал на протяжении всей своей игровой карьеры, продолжавшейся тринадцать лет. За это время четырежды завоевал титул чемпиона Дании, а также пять раз — национальный кубок. Выступал с командой в дебютном розыгрыше Кубка европейских чемпионов 1955/1956, где уже в первом раунде датский клуб уступил будущему финалисту «Реймсу». А в сезоне 1960/1961 дошёл с командой до четвертьфинала турнира, достигнув лучшего результата для датского клуба в высшем европейском турнире, который остаётся не побит до сих пор. На самом турнире Амдисен забил три раза: в домашней победе в первом раунде против «Легии», в игре второго раунда против «Фредрикстада» (3:0) и в проигранном матче четвертьфинале против «Бенфики» (1:3).

## Карьера в сборной
Выступал за юношескую (1 игра, 1 гол), молодёжную (5 игр) и вторую (3 игры) сборные Дании.
13 марта 1955 года дебютировал в официальных матчах в составе национальной сборной Дании в товарищеском матче против Нидерландов (1:1). В том же году принял участие в двух матчах чемпионата Северной Европы, заняв третье место на турнире.
Впоследствии участвовал в неудачном отборе сборной на чемпионат мира 1958 года. Последний матч в сборной провёл 28 мая 1961 года в товарищеской игре против ГДР (1:1). Впрочем, через три года после своего последнего матча в сборной он был включён в заявку сборной на чемпионат Европы 1964 года в Испании, где на поле не выходил, а Дания заняла последнее четвёртое место.
Всего в течение карьеры в национальной команде провёл в форме главной команды страны 9 матчей.
Умер 14 января 1997 года на 63-м году жизни.

## Достижения
«Орхус»
- Чемпион Дании (4): 1954/1955, 1955/1956, 1956/1957, 1960
- Обладатель Кубка Дании (5): 1954/1955, 1956/1957, 1959/1960, 1960/1961, 1964/1965